# 山本祥太
山本 祥太（やまもと しょうた、3月7日 - ）は、日本の男性声優。大阪府出身。シグマ・セブン所属。

## 人物
資格は普通自動車免許。特技は水泳、日曜大工。趣味はボディビル観賞、ウェイトトレーニング、ナイトランニング。

## 出演
太字はメインキャラクター。

### テレビアニメ
2010年
- 学園黙示録 HIGHSCHOOL OF THE DEAD（門下生）

2011年
- 世界一初恋（編集者）
- ドラゴンクライシス!
- FAIRY TAIL（2011年 - 2014年、サマグィ、乗組員、チンピラ） - 2シリーズ

2013年
- 蒼き鋼のアルペジオ -アルス・ノヴァ-（背広男）
- 世界でいちばん強くなりたい!（TVクルー）
- デュエル・マスターズ ビクトリーV3（2013年 - 2014年、警官A、ギーガ、レールガン、甘杉父、芦留、ザ・クロック、オラクルの男、クワトロファング、紫電・ドラゴン）
- フォトカノ（男性、B組男子、深角の父親）
- 魔界王子 devils and realist（悪魔）
- ログ・ホライズン（2013年 - 2015年、ブリガンティアの男、ドルチェ、諸侯、タイハク、順三 他） - 2シリーズ

2014年
- スペース☆ダンディ（隊員、傭兵B、コカムカ、ウェイトレス、受付 他）
- ディスク・ウォーズ:アベンジャーズ（ジャガーノート）

2015年
- 暗殺教室（アクターA）
- おそ松さん（ナレーション、店長）
- 俺物語!!（柔道部主将）
- 幸腹グラフィティ（おじさん、コンビニ店員、俳優、宮司）
- デス・パレード（ノエム）
- デュラララ!!×2（2015年 - 2016年、邪ン邪カ邪ン、串高生、黄巾賊、警官） - 2シリーズ
- ハイキュー!! シリーズ（2015年 - 2020年、百沢雄大） - 3シリーズ
- バトルスピリッツ 烈火魂（紫堂信玄）
- ヤング ブラック・ジャック（スティーブ）
- ローリング☆ガールズ（きしめんママ）
- ワンパンマン（2015年 - 2019年、地底人、アーマードゴリラ、ヒゲ職員） - 2シリーズ

2016年
- あんハピ♪（男性2）
- 逆転裁判 〜その「真実」、異議あり!〜（荷星三郎）
- ディバインゲート（魔界従者）
- テイルズ オブ ゼスティリア ザ クロス（兵士）
- 魔法つかいプリキュア!（2016年 - 2025年、ドンヨクバール、教授、モンスター、街の人、強盗 他） - 2シリーズ

2017年
- チェインクロニクル 〜ヘクセイタスの閃〜（チンピラ、湖都の守護竜）
- ACCA13区監察課（レイルの先輩、市民、区民、刺客）
- デジモンユニバース アプリモンスターズ（レッシャモン、男性）
- 3月のライオン（記者）
- アトム ザ・ビギニング（ロボットA、第4研究生、学生4、顎岩ガンジ）
- Just Because!（石垣陸生）
- DYNAMIC CHORD（デスク）
- 食戟のソーマ シリーズ（2017年 - 2020年、男性部員、中華研B、サポメンA） - 3シリーズ
- 血界戦線 & BEYOND（スタニワフ）
- 魔法陣グルグル（ドンカマー）
- モンスターハンター ストーリーズ RIDE ON（BR隊員C）

2018年
- 博多豚骨ラーメンズ（イワノフ）
- グランクレスト戦記（グラック）
- citrus（虎節先生）
- 覇穹 封神演義（霊獣、妖怪）
- りゅうおうのおしごと!（記者B）
- オーバーロードII（ペシュリアン）
- 魔法少女サイト（荒井翔太）
- ガンダムビルドダイバーズ（ナッツ）
- はたらく細胞（2018年 - 2021年、キラーT細胞1、キラーT細胞2） - 2シリーズ
- Back Street Girls -ゴクドルズ-（偽ヤクザB）
- となりの吸血鬼さん（ホッケーマスク）
- 寄宿学校のジュリエット（男子生徒）
- 爆釣バーハンター（客）

2019年
- カワウソラボ（ドランカ）
- 盾の勇者の成り上がり（商人、騎士団長、門番）
- とある魔術の禁書目録III（テロリスト、兵士、襲撃者）
- 転生したらスライムだった件（2019年 - 2024年、カジル、バラキア王） - 3シリーズ
- Fairy gone フェアリーゴーン（警備員、”バズ”セバスティアン） - 2シリーズ
- ぼくたちは勉強ができない（サラリーマンA）
- ロード・エルメロイII世の事件簿 -魔眼蒐集列車 Grace note-（アレック・ファーゴ）
- ダンジョンに出会いを求めるのは間違っているだろうかII（チャンドラ・イヒト）
- 炎炎ノ消防隊（勘太郎、白装束）
- BEASTARS（2019年 - 2021年、シシ組 / ドルフ、クマ） - 2シリーズ

2020年
- 異種族レビュアーズ（レギュラーモブB）
- ソマリと森の神様（図書館の来訪者）
- とある科学の超電磁砲T（主任、研究者）
- ミュークルドリーミー（2020年 - 2021年、巨大タコ、ボス猫、ゴミ怪獣） - 2シリーズ
- 恋とプロデューサー〜EVOL×LOVE〜（社員、戦闘員）
- GO!GO!アトム
- 禍つヴァールハイト -ZUERST-（帝国軍兵士）
- ゴールデンカムイ（2020年 - 2023年、刺客たち、看守たち、囚人たち、ロシア人医師、按摩たち 他） - 2シリーズ

2021年
- Dr.STONE（2021年 - 2023年、大男、龍水の叔父） - 2シリーズ
- 無職転生 〜異世界行ったら本気だす〜（トーマス）
- スケートリーディング☆スターズ（マネージャー）
- パズドラ（ラーメン屋さんの親父）
- SDガンダムワールド ヒーローズ（才蔵ガンダムデルタカイ）
- ひげを剃る。そして女子高生を拾う。（サラリーマン）
- 転生したらスライムだった件 転スラ日記（ガジル）
- ドラゴンクエスト ダイの大冒険 (2020)（2021年 - 2022年、鉄球男、ラーバ）
- Sonny Boy（はやと）
- EDENS ZERO（2021年 - 2023年、星系連盟軍隊長、ブリガンダイン） - 2シリーズ
- NIGHT HEAD 2041（アンドレイ大佐）
- 境界戦機（ルアン・タナラット）
- 見える子ちゃん（化け物）
- SCARLET NEXUS（本部長代理）

2022年
- 失格紋の最強賢者（カイザル）
- ハコヅメ〜交番女子の逆襲〜（隊長）
- 現実主義勇者の王国再建記（傭兵）
- ありふれた職業で世界最強 2nd season（永山重吾）
- 処刑少女の生きる道（テロリスト）
- 名探偵コナン ゼロの日常（無線の声、男性スタッフ）
- 薔薇王の葬列（フォレスト）
- ヒーラー・ガール（外国人講師）
- 異世界おじさん（魔炎竜、村人、ドルドール、催眠獣）
- クールドジ男子（会社員、体育教師）
- 後宮の烏（海商B）
- 転生したら剣でした（エレベント）
- アークナイツ（2022年 - 2025年、レユニオン兵、ビッグベア、近衛兵隊員、近衛局隊員、ガルシン 他） - 3シリーズ
- 陰の実力者になりたくて!（2022年 - 2023年、グレン）
- 忍の一時（幹部、甲賀穏健派）
- VAZZROCK THE ANIMATION（刺客）
- BLEACH 千年血戦篇（数男）
- ヒューマンバグ大学 -不死学部不幸学科-（カルロス）

2023年
- 機動戦士ガンダム 水星の魔女（フロント管理社のパイロット）
- ヴィンランド・サガ（クヌートの使者）
- 贄姫と獣の王（魔族兵）
- SYNDUALITY Noir（2023年 - 2024年） - 2シリーズ
- シュガーアップル・フェアリーテイル（戦士妖精B）
- オーバーテイク!（定食屋店主、商店街の方々）
- アンデッドアンラック（ムーブ）
- SHY（ワルプレジデンツ）

2024年
- 佐々木とピーちゃん（着流しの男、部下）
- Lv2からチートだった元勇者候補のまったり異世界ライフ（クロ）
- 黒執事 -寄宿学校編-（生徒）
- 夜桜さんちの大作戦（受験者）
- 逃げ上手の若君
- 異世界失格（チンピラ）
- トリリオンゲーム（局プロデューサー）

2025年
- SAKAMOTO DAYS（男、床屋、受験生）
- 俺だけレベルアップな件 Season 2 -Arise from the Shadow-（アイアン、タンク、ヴォルカン、マスコミ、バラン 他）
- グリザイア:ファントムトリガー（岡田）
- ドラえもん（テレビ朝日版第2期）（家の主、ガマガエル）
- Re:ゼロから始める異世界生活 3rd season（アウグスト）
- ＃コンパス2.0 戦闘摂理解析システム（男）
- ニャイト・オブ・ザ・リビングキャット（男性、トモ＝グランデ）
- 追放者食堂へようこそ!（夜の霧団）
- 怪獣8号（三宅蔵人、オペレーター、アナウンサー）

### 劇場アニメ
- 劇場版アイカツスターズ!（2016年、カメラマン）
- 映画 魔法つかいプリキュア! 奇跡の変身!キュアモフルン!（2016年、ドンヨクバール、ドラゴン）
- 劇場版 FAIRY TAIL -DRAGON CRY-（2017年、白虎隊員）
- ノーゲーム・ノーライフ ゼロ（2017年、幽霊たち）
- モンスターストライク THE MOVIE ルシファー 絶望の夜明け（2020年、ウェスタ）
- THE FIRST SLAM DUNK（2022年、山王工業ベンチメンバー）
- 駒田蒸留所へようこそ（2023年、駒田蒸留所 男性職員C）
- コードギアス 奪還のロゼ（2024年、店長、七煌星団員、黒の騎士団艦長）

### OVA
- 機動戦士ガンダム THE ORIGIN（2015年、警官、学生）
- 『デュラララ!!×2 結』外伝!? 第19.5話「デュフフフ!!」（2016年、バーテン）
- ストライク・ザ・ブラッド IV（2021年、隊長）

### Webアニメ
2010年代
- Starry☆Sky（2010年、教員、クラスメイト2）
- ニンジャスレイヤー フロムアニメイシヨン（2015年、ノトーリアス）
- A.I.C.O. Incarnation（2018年、第二部長）
- B: The Beginning（2018年、役名表記なし）
- モンスターストライク（2019年、砂漠の兵長）
- ファイトリーグ ギア・ガジェット・ジェネレーターズ（2019年、ラジボーイ FAM）

2020年代
- 極主夫道（2021年、ヤクザA、ヤクザD）
- 魁!!令和の男塾（2023年、田畑伸次郎 他）
- どこでもマキバオー（2024年 - 2025年、アマゴワクチン、サンタ28号、サトミアマゾン、オソイ、シカ）

### ゲーム
- 俺の屍を越えてゆけ2（2014年、孔雀院明美、月喰い夜刀介、黄黒天吠丸、青銅ノ闘鉄[9][10]）
- アウトディビジョン -刑徒隷僕区-（2015年、早乙女皇教[11]）
- 空と大地のクロスノア（2016年、スパルタ[12]）
- ハイキュー!! Cross team match!（2016年、百沢雄大[13]）
- SDガンダム GGENERATION GENESIS（2016年、サナ・ニマ）
- クイズRPG 魔法使いと黒猫のウィズ（2016年 - 2018年、阿申、オズバート・ネヴィン）
- 真・女神転生 DEEP STRANGE JOURNEY（2017年、アモン[14]）
- beatmania IIDX 28 BISTROVER（2020年、ジルチ[15]）
- 機動戦士ガンダム U.C. ENGAGE（2022年、オルヤン・ブロムクフィト[16]）
- インフィニティ ストラッシュ ドラゴンクエスト ダイの大冒険（2023年、ラーバ）
- PROGRESS ORDERS（2025年、ドワッジ[17]）

### 特撮
- ウルトラマンオーブ（2016年、シャプレー星人カタロヒ）

### ドラマCD
- 魔術士オーフェン しゃべる無謀編 6/7（警官隊隊長）
- Starry☆Sky Film Festival Vol.04 〜Zodiac sign〜
- Starry☆Sky Film Festival Vol.01 〜Tears of the Polestar〜

### デジタルコミック
- Beeマンガ アゴなしゲンとオレ物語（2010年、タキザワ）
- Beeマンガ ビー・バップ・ハイスクール（2011年、黒田晋平、前川新吾）
- dTV バトルスタディーズ（2018年、錦大蔵）

### 吹き替え

#### 映画
- AIR/エア
- オリエント急行殺人事件[18]
- クリスマス・クロニクル PART2（ボブ〈タイリース・ギブソン〉）
- グレイテスト・ショーマン（W・D・ウィーラー〈ヤーヤ・アブドゥル＝マティーン2世〉[19]）
- 殺しのナンバー（マックス〈リチャード・ブレイク〉）
- コンカッション（デイヴ・デュアソン〈アドウェール・アキノエ＝アグバエ〉）
- 沈黙の絆 TRUE JUSTICE2 PART 0
- 沈黙の嵐 TRUE JUSTICE2 PART 1
- ハード・ソルジャー 炎の奪還（ステル）
- PAN 〜ネバーランド、夢のはじまり〜[20]
- ブラインドマン
- ベン・ハー（アグリッパ）
- ホールドオーバーズ 置いてけぼりのホリディ（スタンリー・クロットフェルター〈テイト・ドノヴァン〉[21]）
- マシンガン・プリーチャー

#### ドラマ
- ARROW/アロー シーズン4（カーティス・ホルト）
- ゲームシェイカーズ
- ニュースルーム（ゲーリー・クーパー）
- ビクトリアス（F・ビスケット）
- ボディガード -守るべきもの-（ロジャー・ペンハリゴン〈ニコラス・グリーヴス〉[22]）
- マーダーズ・イン・ビルディング[23]
- 猟犬たちの夜 そして復讐という名の牙（サリフ）

### ナレーション
- カルコロン
- Barbies 〜負けたり勝ったり美男美女〜
- スケッチマン
- 科学は歴史をどう変えてきたか
- ベーリング海の一攫千金
- シャークマン 巨大ザメ捕獲大作戦
- カード創生 オリカギア

### シリーズ一覧
1. ↑  第1期（2011年）、第2期（2014年）
2. ↑  第1シリーズ（2013年 - 2014年）、第2シリーズ（2014年 - 2015年）
3. ↑  第2期第2クール『デュラララ!!×2 転』（2015年）、第2期第3クール『デュラララ!!×2 結』（2016年）
4. ↑  第2期『セカンドシーズン』（2015年）、第4期『TO THE TOP』第1クール（2020年）、第4期『TO THE TOP』第2クール（2020年）
5. ↑  第1期（2015年）、第2期（2019年）
6. ↑  第1作（2016年 - 2017年）、第2作『魔法つかいプリキュア!!〜MIRAI DAYS〜』（2025年）
7. ↑  第3期前半『餐ノ皿』（2017年）、第3期後半『餐ノ皿 遠月列車篇』（2018年）、第5期『豪ノ皿』（2020年）
8. ↑  第1期（2018年）、第2期『はたらく細胞!!』（2021年）
9. ↑  第1期（2019年）、第2期第1部（2021年）、第3期（2024年）
10. ↑  第1クール（2019年）、第2クール（2019年）
11. ↑  第1期（2019年）、第2期（2021年）
12. ↑  第1期（2020年）、第2期『みっくす！』（2021年）
13. ↑  第三期（2020年）、第四期（2022年 - 2023年）
14. ↑  第2期（2021年）、テレビスペシャル『龍水』（2022年7月10日）、第3期『NEW WORLD』（2023年）
15. ↑  第1期（2021年）、第2期（2023年）
16. ↑  第1期『【黎明前奏/PRELUDE TO DAWN】』（2022年）、第2期『【冬隠帰路/PERISH IN FROST】』（2023年）、第3期『【焔燼曙明/RISE FROM EMBER】』（2025年）
17. ↑  第1クール（2023年）、第2クール（2024年）

### 初出話一覧
1. 1 2  第2作 第1話初出
2. ↑  第1作 第27話初出
3. ↑  第1作 第49話初出
4. ↑  第2作 第9話初出
5. ↑  第2作 第10話初出
6. ↑  第2作 第11話初出
7. 1 2 3 4 5  第17話初出
8. 1 2  第9話初出
9. 1 2 3  第10話初出
10. 1 2  第16話初出
11. ↑  第18話初出
12. 1 2  第19話初出
13. 1 2  第7話初出
14. ↑  第1話初出
15. ↑  第11話初出
16. 1 2  第8話初出
17. ↑  第12話初出
18. 1 2  第2話初出
19. ↑  第6話初出
20. ↑  第14話初出
21. 1 2  第15話初出
22. ↑  第20話初出
23. ↑  第767話初出
24. ↑  第768話初出
25. ↑  第65話初出
26. 1 2  第3話初出
27. ↑  第13話初出